# 美国鸟类 (书)

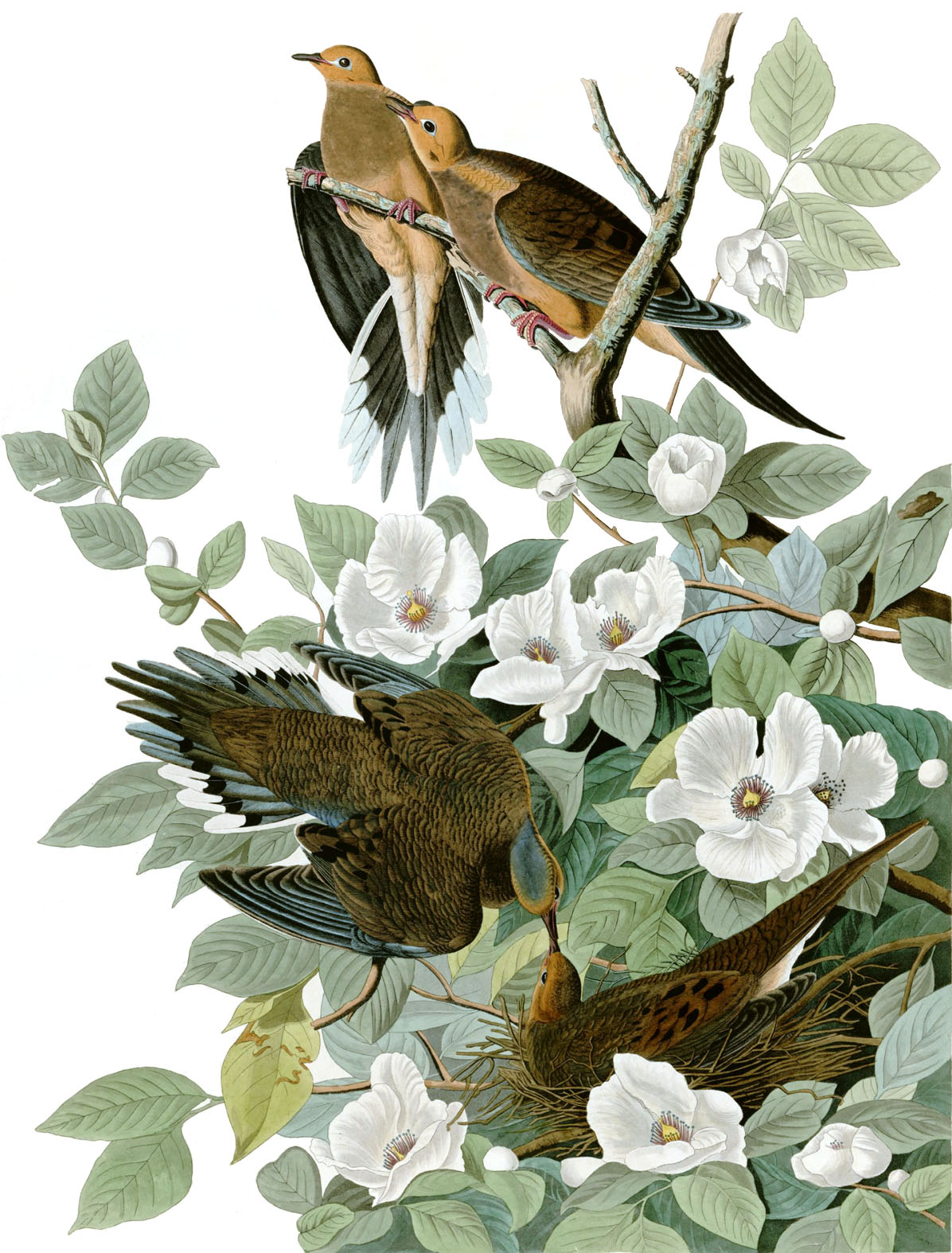
哀鸽

《美国鸟类》（英語：The Birds of America），美国博物学家、画家约翰·詹姆斯·奥杜邦编著的一本书。书中，他绘制并详细描述了生活在美国的各种鸟类。
这本书是一系列书的合集，于1827年到1838年间第一次出版。其中一个副本于2000年拍出了880万美元的高价。另一个副本则于2010年在伦敦苏富比拍卖行拍出731.25万英镑高价，成为全球最昂贵的书籍。
纽约历史学会收藏了435件奥杜邦绘制《美国鸟类》时的原作。

## 展示

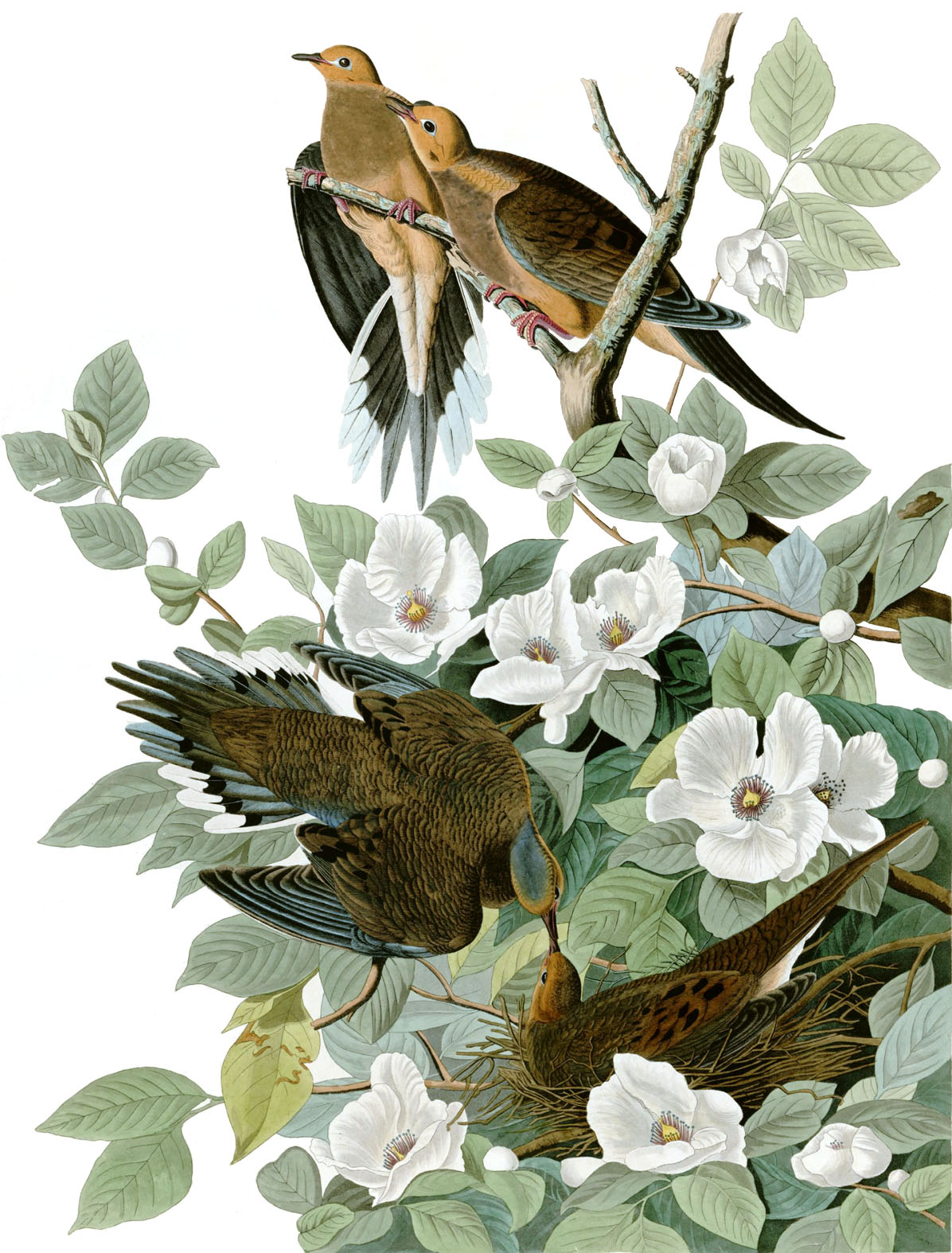
哀鸽
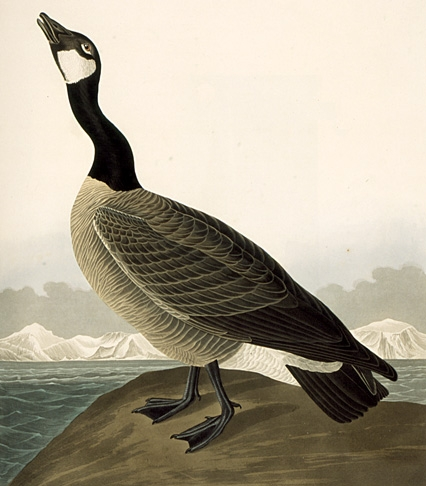
加拿大雁
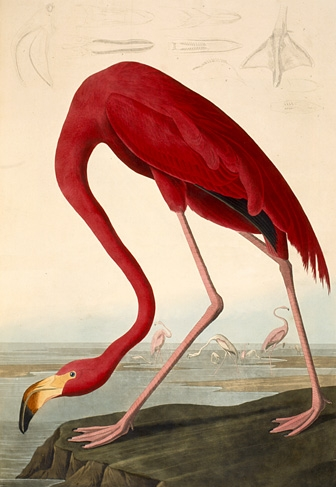
火烈鸟
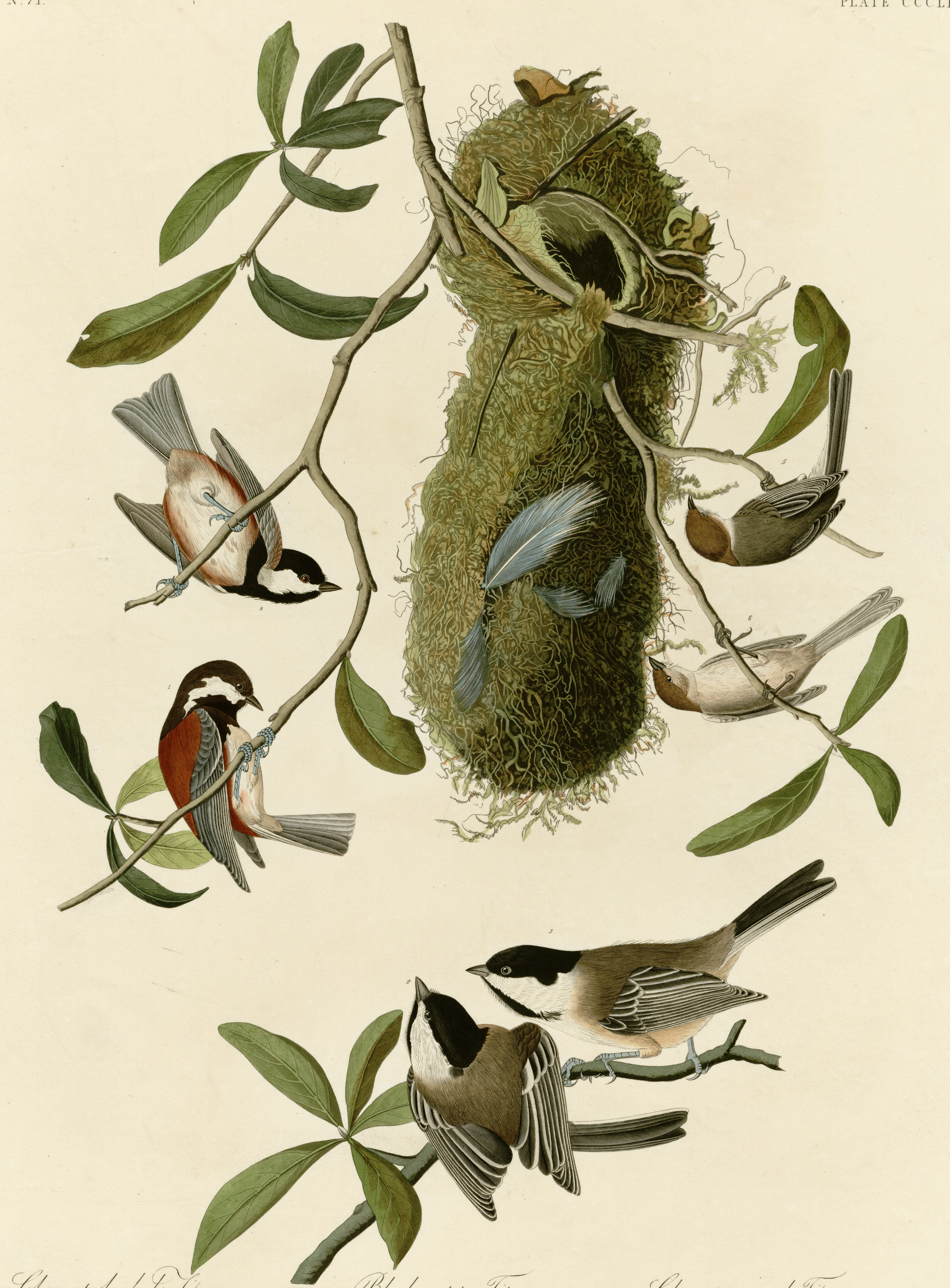
山雀
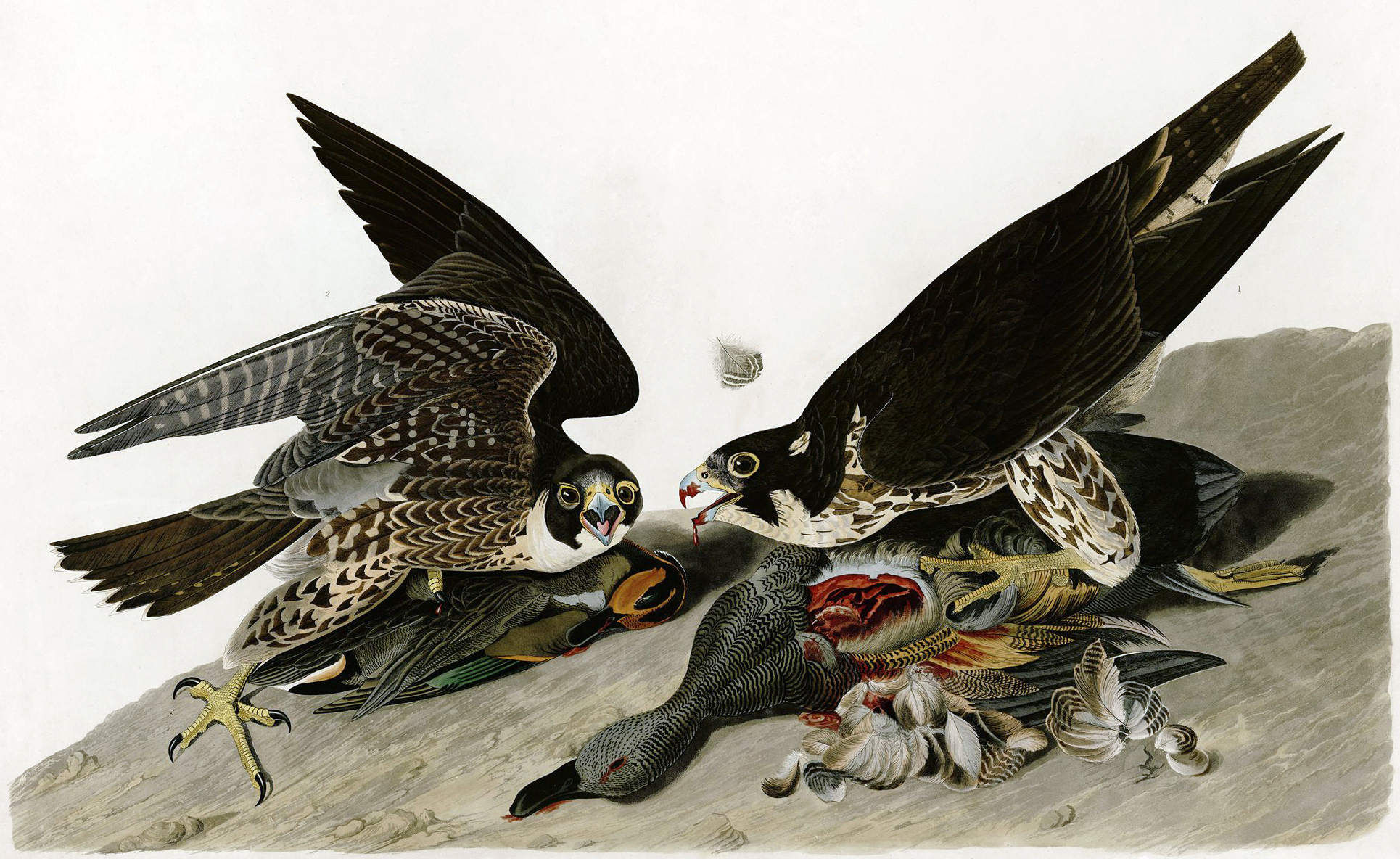
游隼
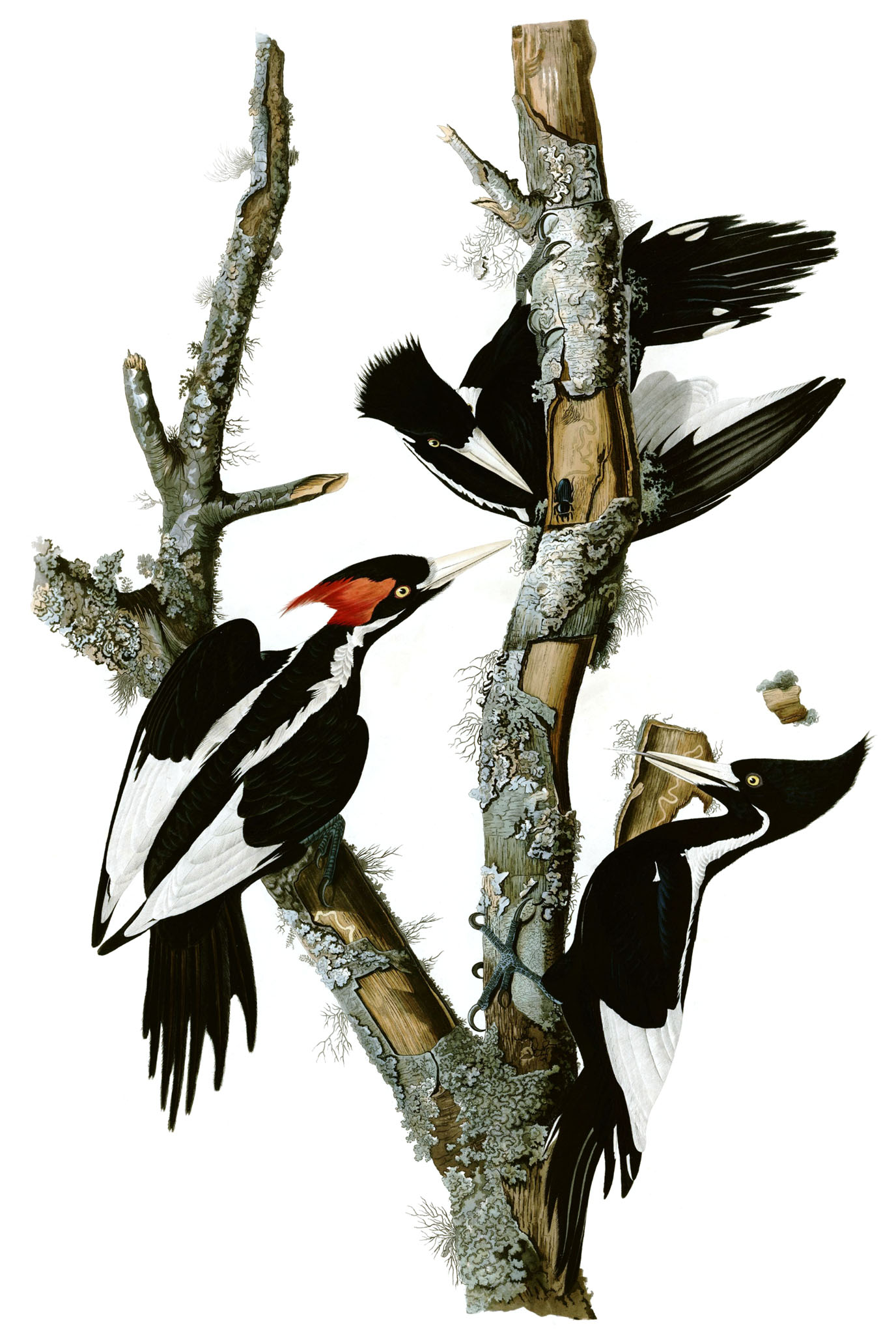
象牙喙啄木鸟
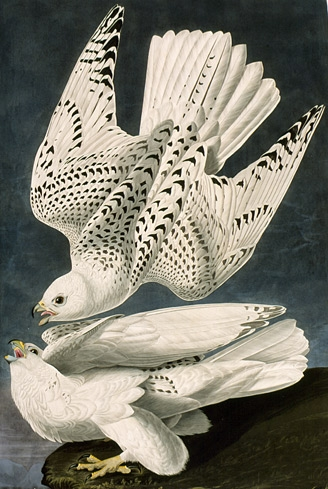
海东青
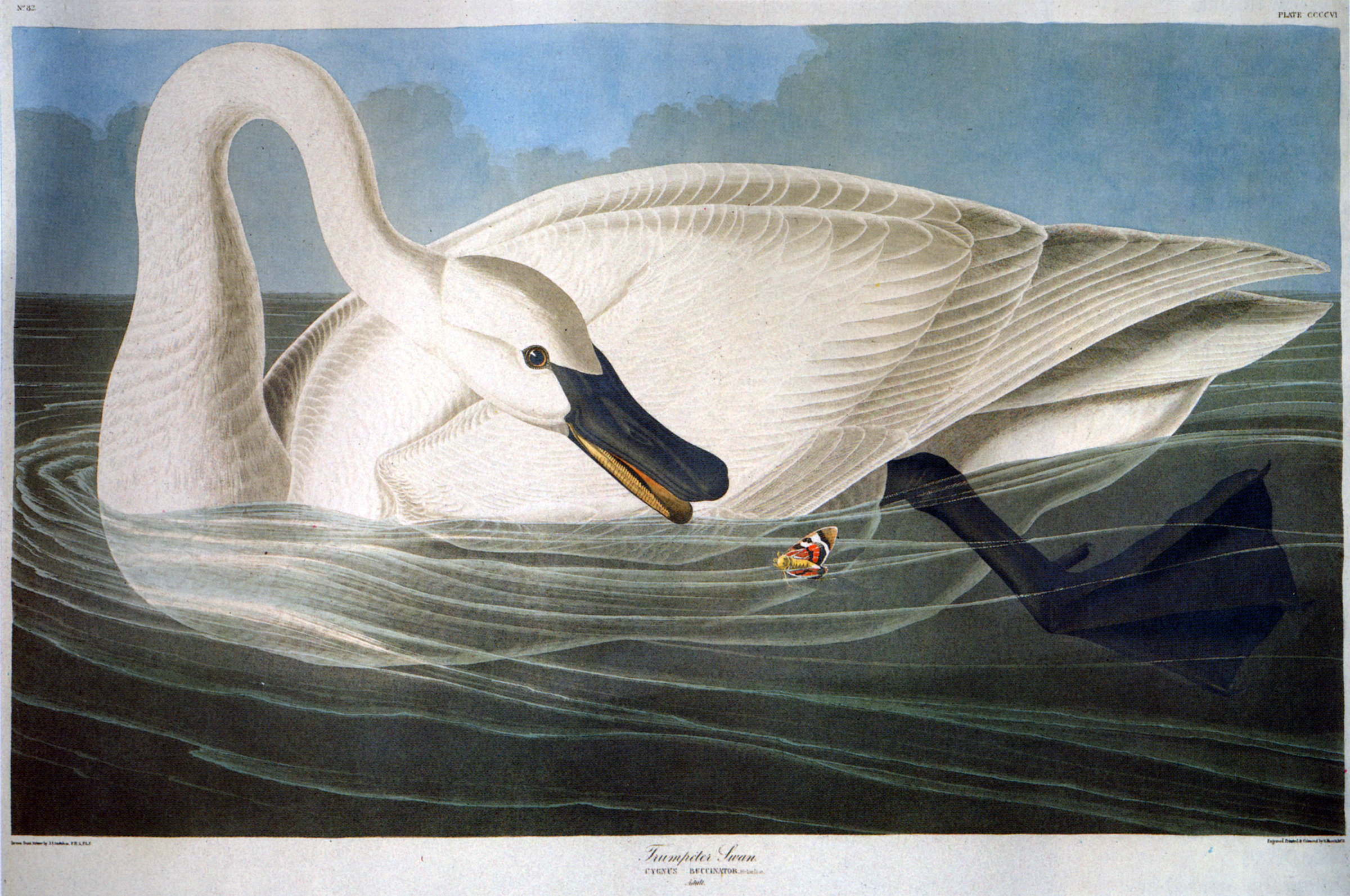
黑嘴天鹅